# Deltaspis rubens
Deltaspis rubens là một loài bọ cánh cứng trong họ Cerambycidae.